# Ніколета Матей
Ніколета Матейї (рум. Nicoleta Matei), відома також як Ніко (Nico) (нар.. 1 лютого 1970) — румунська співачка та телеведуча. Її голос вважається одним з найкращих жіночих голосів Румунії.

## Біографія
Ніколета Матей народилася в 1970 році в Плоєшті. Ніколетта почала співати ще з раннього дитинства. У 1990 році вступила до «The Popular Art School». Після закінчення його в 1996 році співачка брала участь у багатьох відомих румунських пісенних конкурсах, неодноразово ставала їх призером.
Головним чином Ніколета Матей відома завдяки співпраці з популярними румунськими хіп-хоп-колективами «Morometzii», «Carbon», «La Familia» тощо. В 2004 році завоювала Великий золотий приз на фестивалі «Азія Дауиси» (Голос Азії) в Казахстані.

### Євробачення 2008
У 2008 році Ніколета Матей в дуеті з Владом Миріцой стала переможницею румунського національного відбіркового конкурсу, за підсумками якого щорічно обирається учасник від Румунії на конкурс пісні Євробачення. На конкурсі дует виконав пісню «Pe-o margine de lume» двома мовами — італійською та румунською. У першому півфіналі румунські конкурсанти отримали достатньо високий бал для потрапляння до фіналу конкурсу. Однак виступ у фіналі виявилося невдалим — з результатом 45 балів дует фінішував тільки двадцятим.

## Дискографія

### Альбоми
- Gand Pentru Ei (2003)
- Asa Cum Хочете (2005)
- Cast Away (2007)
- Love Mail (2010)
- Motive (2016)

### Сингли
- Nu Pot sa Mai Suport (feat. Cabron)
- Vocea Inimii
- Asa Cum Хочете (98-е місце в Romanian Top 100)
- Cast Away
- Dulce Amaruie
- Pe-o Margine De Lume (24-е місце в Romanian Top 100)
- Trance Maniacs
- Love Mail (3-е місце в Romanian Top 100)
- Може Undeva
- Mai Da-Mi O Sansa
- 100 De Zile
- 9 (feat. F. Charm)
- Clipe (feat. Shobby)
- Alt Inceput (feat. Sonny Flame)
- In Locul Tau
- (Sa-mi Dai) Motive
- Indestructibili
- A Little Late